# María Botto
María Botto Rota (Buenos Aires, 10 de febrero de 1974) es una actriz argentina nacionalizada española. Es hija de los actores Cristina Rota y Diego Botto, hermana de Juan Diego Botto y Nur Levi, y prima de Alejandro Botto, todos ellos también actores.

## Biografía
María Botto nació el 10 de febrero de 1974 en Buenos Aires, Argentina. Es hija de los actores argentinos, Cristina Rota, profesora de interpretación, y de Diego Fernando Botto, quien desapareció el 21 de marzo de 1977 durante la campaña de terror de la dictadura argentina de Videla, pasando a engrosar la lista de desaparecidos. La pareja tuvo también un hijo, el también actor Juan Diego Botto (1975).
En 1978, cuando ella tenía tres años, su madre embarazada tuvo que abandonar el país y trasladarse a España donde dio a luz a su hija, la también actriz Nur Levi (1979), y la familia fijó su residencia permanentemente en este país, donde desde entonces residen.
Su madre fundó en Madrid una escuela de interpretación, germen del posterior Centro de Nuevos Creadores, con sede en la Sala Mirador, por donde han pasado algunos de los mejores actores y actrices españoles. Crecer en ese ambiente artístico la hizo iniciarse muy joven en la carrera como actriz.

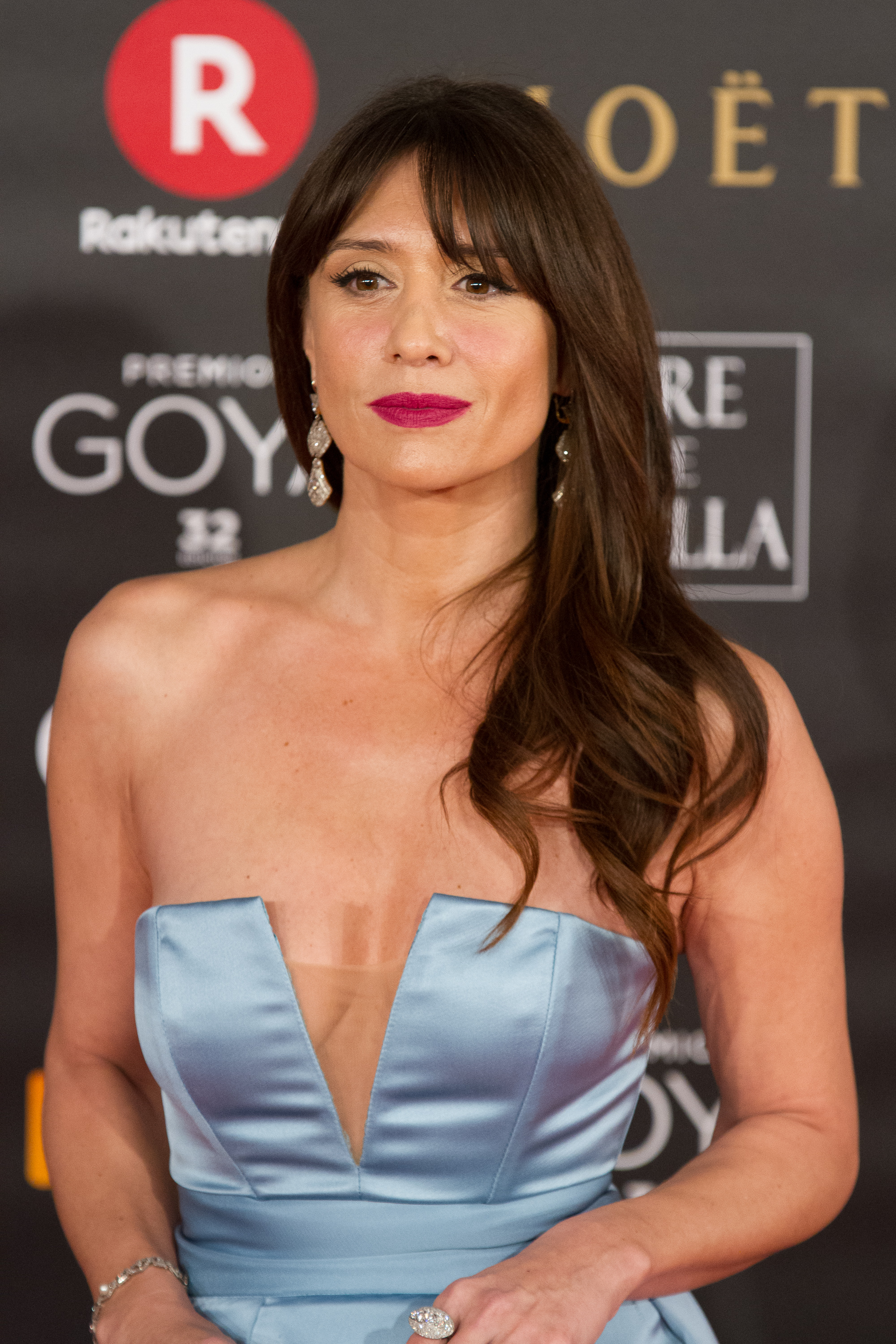
María Botto en los Premios Goya 2018

En cine, ha rodado a las órdenes de directores como Vicente Aranda, Montxo Armendariz o Kevin Reynolds. Uno de sus papeles más celebrados ha sido el interpretado en Soldados de Salamina, de David Trueba, en el año 2003. En 2009 dio el salto internacional con la película Mi vida en ruinas de Donald Petrie junto a Richard Dreyfuss y que le abrió las puertas de sus futuros trabajos tanto en Inglaterra como en Estados Unidos. En los últimos años ha compaginado producciones tanto nacionales como internacionales, entre las que destacan, Risen junto a Joseph Fiennes dirigida por Kevin Reynolds, la producción inglesa Mad Dogs junto a John Simm y Philip Glenister, en la que fue la única actriz junto a Ben Chaplin que repitió personaje en su versión estadounidense.  Ha participado también en la serie para TNT Good Behavior con Michelle Dockery y en España en Cuerpo de Elite dirigida por Joaquín Mazón o en la serie Cuéntame cómo pasó.

## Filmografía

### Cine

#### Largometrajes
| Año  | Título                                      | Personaje       | Dirección                              |
| ---- | ------------------------------------------- | --------------- | -------------------------------------- |
| 1985 | Teo el pelirrojo                            | Valeriana       | Paco Lucio                             |
| 1985 | Los motivos de Berta (Fantasía de pubertad) |                 | José Luis Guerín                       |
| 1985 | Stico                                       | Niña            | Jaime de Armiñán                       |
| 1989 | Si te dicen que caí                         | Fueguiña        | Vicente Aranda                         |
| 1997 | Dile a Laura que la quiero                  | Recepcionista   | José Miguel Juárez                     |
| 1999 | Celos                                       | Cinta Vidal     | Vicente Aranda                         |
| 2001 | Silencio roto                               | Lola            | Montxo Armendáriz                      |
| 2003 | Soldados de Salamina                        | Conchi          | David Trueba                           |
| 2003 | Los abajo firmantes                         | Laura           | Joaquín Oristrell                      |
| 2003 | Carmen                                      | Fernanda        | Vicente Aranda                         |
| 2003 | Seres queridos                              | Tania Dalí      | Dominic Harari y Teresa Pelegri        |
| 2004 | María, querida                              | Lola            | José Luis García Sánchez               |
| 2005 | El penalti más largo del mundo              | Ana             | Roberto Santiago                       |
| 2005 | El crimen de una novia                      |                 | Lola Guerrero                          |
| 2005 | Mis estimadas víctimas                      | Nieves          | Pedro Costa                            |
| 2007 | Barcelona (un mapa)                         | Violeta         | Ventura Pons                           |
| 2008 | Animales de compañía                        | Sofía           | Nicolás Muñoz                          |
| 2008 | Paisito                                     | Rosana          | Ana Díez                               |
| 2009 | Mi vida en ruinas                           | Lala            | Donald Petrie                          |
| 2013 | 3 bodas de más                              | Sara            | Javier Ruiz Caldera                    |
| 2015 | De chica en chica                           | Sofía           | Sonia Sebastián                        |
| 2015 | Hablar                                      | La Madre        | Joaquín Oristrell                      |
| 2016 | Risen                                       | María Magdalena | Kevin Reynolds                         |
| 2020 | Malnazidos                                  | Sor Flor        | Javier Ruiz Caldera y Alberto del Toro |
| 2022 | Hustle                                      | Paola           | Jeremiah Zagar                         |
| 2022 | Código Emperador                            | Charo           | Jorge Coira                            |
| 2023 | La navidad en sus manos                     | Pilar           | Joaquín Mazon                          |
| 2024 | Odio el verano                              | Fátima          | Fer García-Ruiz                        |

#### Cortometrajes
| Año  | Título                                  | Personaje  | Dirección       |
| ---- | --------------------------------------- | ---------- | --------------- |
| 1996 | Coro de ángeles                         | Cantante   | Pablo Valiente  |
| 2002 | El balancín de Iván                     | Ana adulta | Darío Stegmayer |
| 2008 | En la otra camilla                      | Marta      | Luis Melgar     |
| 2011 | La mujer del hatillo gris               | María      | Luis Trapiello  |
| 2014 | Prohibido arrojar cadáveres a la basura | Nati       | Clara Bilbao    |
| 2017 | Bombón helado                           | María      | Sadrak Zmork    |

### Televisión
| Año         | Título               | Papel            | Cadena             | Notas        |
| ----------- | -------------------- | ---------------- | ------------------ | ------------ |
| 2000 - 2001 | Un chupete para ella | Paula Cimarro    | Antena 3           | 12 episodios |
| 2004        | Siete vidas          | Ana              | Telecinco          | 1 episodio   |
| 2005 - 2006 | 7 días al desnudo    | Marta Castillo   | Cuatro             | 11 episodios |
| 2007        | Círculo rojo         | Andrea Onieva    | Antena 3           | 12 episodios |
| 2009 - 2010 | Pelotas              | Marta            | La 1               | 24 episodios |
| 2011        | Doctor Mateo         |                  | Antena 3           | 1 episodio   |
| 2011 - 2012 | Mad Dogs UK          | María            | Sky 1              | 4 episodios  |
| 2015 - 2016 | Mad Dogs USA         | Sophia Moreno    | Amazon Prime Video | 6 episodios  |
| 2016        | Bajo sospecha        | Sara Guzmán      | Antena 3           | 9 episodios  |
| 2016        | Good Behavior        | Ava Pereira      | TNT                | 10 episodios |
| 2018        | Cuerpo de élite      | Andrea Zimmerman | Antena 3           | 10 episodios |
| 2019 - 2020 | Cuéntame cómo pasó   | Fabiola          | La 1               | 3 episodios  |
| 2023        | Mentiras pasajeras   | Patricia         | SkyShowtime        | 7 episodios  |
| 2023        | El otro lado         | Eva              | Movistar Plus+     | 8 episodios  |

### Teatro
- ” Ciudades perdidas” (1990)
- Esperando al zurdo” (1992)
- La barraca 1995
- Lorca al rojo vivo  1996
- Lorca 1997
- “Mal dormir” 1999
- ”Lo bueno de las Flores es que se marchitan pronto” 2000
- El zoo de cristal (2005)
- Antígona (2011)
- ”  Rudolph (2014)
- Entre tu deseo y el mio (2015)

## Premios
Premios Goya
| Año  | Categoría                                | Película             | Resultado |
| ---- | ---------------------------------------- | -------------------- | --------- |
| 1999 | Actriz revelación                        | Celos                | Nominada  |
| 2003 | Mejor interpretación femenina de reparto | Soldados de Salamina | Nominada  |

Unión de Actores
| Año  | Categoría               | Película             | Resultado |
| ---- | ----------------------- | -------------------- | --------- |
| 2003 | Mejor actriz secundaria | Soldados de Salamina | Nominada  |

Medallas del Círculo de Escritores Cinematográficos
| Año  | Categoría               | Película             | Resultado |
| ---- | ----------------------- | -------------------- | --------- |
| 2003 | Mejor actriz secundaria | Soldados de Salamina | Nominada  |
| 2004 | Mejor actriz secundaria | María, querida       | Nominada  |

Festival de Cine de Toulouse
| Año  | Categoría    | Película | Resultado |
| ---- | ------------ | -------- | --------- |
| 1999 | Mejor actriz | Celos    | Ganadora  |

Premios ACE
| Año  | Categoría               | Película             | Resultado |
| ---- | ----------------------- | -------------------- | --------- |
| 2003 | Mejor actriz secundaria | Soldados de Salamina | Nominada  |

Festival Internacional de Cine Bajo la Luna Islantilla Cinefórum
| Año  | Categoría                                   | Película           | Resultado |
| ---- | ------------------------------------------- | ------------------ | --------- |
| 2009 | Premio Luna de Islantilla a la mejor actriz | En la otra camilla | Nominada  |